# Frente Nacionalista e Integracionista
El Frente Nacionalista e Integracionista (en francés: Front des Nationalistes et Intégrationnistes, o FNI) es un grupo rebelde activo en el conflicto de Ituri en la región homónima, en la República Democrática del Congo, asociado con el grupo étnico Lendu. El FNI ha luchado contra la etnia hema desde el año 2005. 

## Historia
En febrero del 2005, se le atribuye la emboscada y el asesinato de nueve miembros del personal de mantenimiento de la paz de las Naciones Unidas cerca de la ciudad de Kafe. El líder político del FNI, Floribert Ndjabu, fue arrestado por las autoridades congoleñas, mientras que el jefe militar, Etienne Lona, se entregó.
En mayo de 2006, un miembro de las fuerzas de paz de la MONUC murió y siete fueron capturados en combates con el FNI. Todas las fuerzas de paz de la ONU eran de Nepal y participaron en operaciones para desarmar a las milicias a 62 millas (100 km) al oeste de Bunia, la capital de Ituri. Dos de los siete fueron puestos en libertad en junio y los cinco restantes a mediados de julio. El 17 de julio, el nuevo líder del FNI, Peter Karim Udaga, anunció que él y sesenta de sus combatientes ponían fin a su batalla con el gobierno a cambio de la integración de las fuerzas del FNI en el ejército nacional, incluido un puesto de coronel para Karim. 
El 22 de agosto de 2007, el FNI, el Movimiento Revolucionario Congoleño y el Frente de Resistencia Patriótica de Ituri (FRPI) acordaron desarmarse . Sin embargo, en 2008, varios residentes de Mongbwalu informaron haber presenciado el reabastecimiento de milicias del FNI por parte de las fuerzas de paz de la ONU paquistaníes. La transferencia de armas fue confirmada por dos líderes del FNI actualmente en prisión: "Kung Fu" (General Mateso Ninga) y "Dragón".

## Relaciones
La BBC alega que, en 2005, las fuerzas de paz paquistaníes en Mongbwalu entablaron una relación comercial por oro con los líderes del FNI, lo que eventualmente atrajo a oficiales del ejército congoleño y comerciantes indios de Kenia al trato. Se alega además que estas fuerzas de paz devolvieron armas tomadas del FNI como parte de los esfuerzos de desmovilización a líderes del FNI conocidos por violaciones de derechos humanos.
Un informe de Human Rights Watch de 2005 detalla la conexión entre el FNI y la corporación minera AngloGold Ashanti, una subsidiaria de Anglo American plc. AngloGold Ashanti admitió que sus empleados habían pagado dinero a la FNI en más de una ocasión, a cambio de acceso a minas de oro en la provincia de Ituri.